# Изобильный (Ростовская область)
Изоби́льный — хутор в Егорлыкском районе Ростовской области.
Входит в состав Егорлыкского сельского поселения.

## Население
| 1989 | 2002 | 2010 |
| ---- | ---- | ---- |
| 480  | ↗483 | ↘434 |

## Улицы
- ул. Высоцкого,
- ул. Заречная,
- ул. Кирпичная,
- ул. Комсомольская,
- ул. Ростовская,
- ул. Садовая,
- ул. Степная.